# یانیک گیرهارد
یانیک گِیرهارد (آلمانی: Yannick Gerhardt؛ زادهٔ ۱۳ مارس ۱۹۹۴) بازیکن فوتبال اهل آلمان است.
از باشگاه‌هایی که در آن بازی کرده‌است می‌توان به کلن و وولفسبورگ اشاره کرد.
وی همچنین در تیم ملی فوتبال آلمان بازی کرده‌است.